# Álvaro Gil-Robles
Pour les articles homonymes, voir Álvaro.
Álvaro Gil-Robles, né le 9 septembre 1944 à Lisbonne, est un juriste et un homme politique espagnol. Il a été le premier commissaire aux droits de l'homme du Conseil de l'Europe.

## Biographie
Álvaro Gil-Robles est le fils de José María Gil-Robles, le chef de la CEDA, parti de droite qui a apporté son soutien au général Franco en 1936 et frère de José María Gil-Robles y Gil-Delgado. 
Il est né au Portugal mais il effectue toutes ses études en Espagne.
- Docteur en droit.
- Professeur titulaire de droit administratif à l’Université complutense de Madrid.
- Avocat auprès du Tribunal constitutionnel (de 1980 à 1983).
- Président de la Commission espagnole d’aide aux réfugiés (CEAR)(1998)
- Président du Forum pour l’intégration sociale des immigrés(1995-1999).

En 1981, il participe à la rédaction du projet de loi relatif aux compétences de l'ombudsman espagnol qui a désormais le nom de Défenseur du Peuple. De 1983 à 1993 il est le Défenseur du Peuple en Espagne.
Du 15 octobre 1999 au 31 mars 2006, il est le premier Commissaire aux droits de l'homme du Conseil de l'Europe. Le suédois Thomas Hammarberg lui succède.

## Interventions médiatiques de A. Gil-Robles

### France
En 2005, il a défrayé la chronique en France, après avoir fait un rapport exposant l'état des prisons françaises : « De ma vie, sauf peut-être en Moldavie, je n’ai vu un centre pire que celui-là ! C’est affreux ! Les gens s’entassent dans un sous-sol sur deux niveaux, sans aération. Ils se promènent dans une cour minuscule grillagée de tous côtés. Au second niveau, on marche sur la grille, au-dessus de ceux du premier niveau. Les fonctionnaires en sont eux-mêmes très gênés. Il faut fermer cet endroit, c’est urgent. »

### Le Camp américain de Bondsteel (Kosovo)
En novembre 2005, Alvaro Gil-Robles, l'envoyé spécial des droits de l'homme du Conseil de l'Europe, décrit le Camp Bondsteel comme une "version réduite de Guantanamo" à la suite d'une visite surprise. 
En réponse, l'armée américaine déclare qu'il n'y a pas de centres de détention secrets dans le camp aujourd'hui. Bien qu'il y ait un centre de détention, sur le Camp de Bondsteel, qui a été utilisée par le passé pour recevoir les détenus de la guerre en Irak et pour la Guerre d'Afghanistan (2001).